# Симптом Кіарі
Симпто́м Кіа́рі (англ. Chiari sign, Chiari spots; також плями Кіарі, часто симптом Кіарі-Авцина) — клінічний симптом висипань на кон'юнктиві, який стало спостерігають при епідемічному висипному тифі, зрідка при деякої інших рикетсіозах. У медичній термінології, яку використовували в СРСР, цей симптом іменують симптомом Кіарі-Авцина.

## Етимологія
Симптом назвали на честь австрійського лікаря Р. Кіарі, який у 1917 році під час розпалу великої епідемії епідемічного висипного тифу в Європі на підставі численних обстежень хворих виявив характерні зміни У подальшому радянський патолог О. П. Авцин теж докладно описав цей симптом у 1942 році, в першу чергу на трупах померлих від епідемічного висипного тифу під час його епідемії, яка йшла у 1941—1944 роках на теренах СРСР протягом німецько-радянської війни, розробив метод кращого виявлення цього симптому у хворих шляхом закапування адреналіну у кон'юнктиву, що було названо пробою Авцина, а сам симптом у СРСР назвали відповідно «симптом Кіарі-Авцина», що не є правильним.

## Опис та походження симптому
На 3-4-й день клінічних проявів епідемічного висипного тифу з'являється цей симптом — дрібні, розпливчасті, з нерівними краями, що просвічують через слизову оболонку, діаметром 0,5-1,5 мм петехії та розеоли на перехідних складках кон'юнктиви. Висипання мають червоне, рожево-червоне або темно-червоне, іноді з ціанотичним відтінком забарвлення. Їх виявляють зазвичай у кількості 1-3 елементи, рідко — більше, на перехідних складках кон'юнктив, особливо нижньої повіки, в області кон'юнктиви хряща повіки, рідко на кон'юнктивах склер.
На тлі характерною для розпалу епідемічного висипного тифу суцільної виразної гіперемії кон'юнктив дані елементи там виявити складно. При застосуванні адреналінової проби Авцина (в кон'юнктивальний мішок закрапують 1 краплю 0,1 % розчину адреналіну гідрохлориду) загальне тло через хвилину завдяки судиннозвужуючому ефекту адреналіну стає блідим, і ці плями виразно виявляють у майже 90 % хворих.
В основі патогенезу симптому лежить специфічне для епідемічного висипного тифу запалення капілярів і прекапілярів кон'юнктиви з виникненням деструктивних змін у них.